# Angola na Letnich Igrzyskach Olimpijskich 1996
Angolę na Letnich Igrzyskach Olimpijskich 1996 reprezentowało 28 zawodników, 13 mężczyzn i 15 kobiet.

## Skład kadry

### Koszykówka
Mężczyźni
- Edmar Victoriano
- Aníbal Moreira
- Ângelo Victoriano
- Benjamim Ucuahamba
- Honorato Trosso
- Victor de Carvalho
- Herlander Coimbra
- Justino Victoriano
- David Dias
- Benjamim João Romano
- José Carlos Guimarães

Drużynowo (11. miejsce)

### Lekkoatletyka
Mężczyźni
- 1500 m : João N'Tyamba

Kobiety
- bieg na 200 m Guilhermina da Cruz
- bieg na 400 m : Guilhermina da Cruz

### Piłka ręczna
Kobiety
- Anica Neto
- Maria Gonçalves
- Filomena Trindade
- Domingas Cordeiro
- Maura Faial
- Aña Bela Joaquim
- Lili Webba-Torres
- Palmira de Almeida
- Luzia María Bizerra
- Justina Praça
- Lia Paulo
- Mária Eduardo
- Elisa Peres

Drużynowo (7. miejsce)

### Pływanie
Kobiety
- 100 m stylem klasycznym : Nadia Cruz
- 200 m stylem klasycznym : Nadia Cruz

### Strzelectwo
Mężczyźni
- trap : Paulo Morais